# Allister Heath
Allister Heath (Mulhouse, 1978) è un giornalista, scrittore e editorialista francese naturalizzato britannico.
Nel 2017 è stato nominato caporedattore del The Sunday Telegraph.

## Biografia
Cresciuto nell'alsaziana Mulhouse in una famiglia di parte inglese, a 17 anni si trasferì nel Regno Unito per studiare alla London School of Economics, completata nel '98. Successivamente conseguì un Master of Philosophy all'Hertford College di Oxford.
Già editore del periodici City A.M., è stato responsabile della sezione economica del The Daily Telegraph e direttore associato del  The Spectator. Nel 2008 uscì l'ultimo di The Business del quale era stato il caporedattore storico.
A giugno del 2016, tenne un discorso al 60° galà dell'Institute for Economic Affairs che in precedenza gli avea conferito il Free Enterprise Award..
Nell'ottobre 2017, il commentatore Iain Dale lo ha posizionato all'87º posto fra i primi 100 commentatori della classifica The Top 100 Most Influential People On The Right.